# Старослободский переулок
Старослобо́дский переу́лок (ранее также — Прое́зжий переу́лок) — переулок, расположенный в Восточном административном округе города Москвы на территории района Сокольники.

## История
Переулок получил современное название по примыканию к Старослободской улице, которая в XIX веке называлась 1-я Проезжая в Сокольники улица, с чем связано прежнее название переулка — Прое́зжий переу́лок.

## Расположение
Старослободский переулок, являясь продолжением Рыбинского переулка, проходит от улицы Шумкина на восток до Старослободской улицы. Нумерация домов начинается от улицы Шумкина.

## Примечательные здания и сооружения
По нечётной стороне:
По чётной стороне:
- № 2 — пятиэтажный жилой дом постройки 80-х годов (на месте несохранившегося дома). В рамках гражданской инициативы «Последний адрес» на доме установлен мемориальный знак с именем пожарного Анания Назаровича Шибанова[4], расстрелянного в годы сталинских репрессий. Заявку на установку мемориального знака А. Н. Шибанову подали ученицы Европейской гимназии, расположенной по соседству с этим домом.

## Транспорт

### Наземный транспорт
По Старослободскому переулку не проходят маршруты наземного общественного транспорта. У восточного конца переулка, на улице Сокольнический Вал, расположена остановка «Старослободская улица» автобусов № 40, 122, 140, 265, 783, у западного — остановка «Улица Шумкина» автобусов № 40, 122, 140, 265, 783 (на улице Сокольнический Вал) и остановка «Улица Лобачика» автобусов № 40, 122 (на улице Лобачика).

### Метро
- Станция метро «Сокольники» Сокольнической линии и «Сокольники» Большой кольцевой линии (соединены переходом) — юго-восточнее переулка, на Сокольнической площади.